# Odo tulum
Odo tulum es una especie de araña del género Odo, familia Xenoctenidae. Fue descrita científicamente por Alayón en 2003.
Habita en México.